# پراسارانا
پراسارانا (انگلیسی: Prasarana) شرکت ترابری مالزیایی است، که در سال ۱۹۹۸ تأسیس شد.